# HooDoo Band (album)
HooDoo Band – debiutancki dwupłytowy album grupy HooDoo Band wydany na początku 2010 roku, o stylistyce rhytm'n'bluesa, soulu i funku.
5 maja 2010 roku wydawnictwo uzyskało status złotej płyty.

## Lista utworów

### CD1
1. He’s Just a Doggie
2. I Can't Stand It
3. Let the Party On
4. I Still Wonder
5. Fight No More
6. All I Need
7. Green Eyed Monster
8. Fire
9. Will It Go Around the Circle
10. Broke and Hungry

### CD2
1. Live at the "Studio im. A. Osieckiej" in Warsaw (16.09.2009 r.)
2. Muddy Waters – Herbert Harper's Free Press News
3. James Brown – Talkin Loud & Say Nothing
4. Muddy Waters – She's 19 Years Old
5. Ohio Players – Fire
6. Broke and Hungry – I could never love another – T.Nitribitt/Tradidional Traditional

### Teledyski
1. I Can't Stand It feat. Alicja Janosz – Oficial Music Video
2. He Just a Dogie